# Cimetière militaire Calvaire Essex
 (janvier 2023).
La mise en forme du texte ne suit pas les recommandations de Wikipédia : il faut le « wikifier ».
Les points d'amélioration suivants sont les cas les plus fréquents. Le détail des points à revoir est peut-être précisé sur la page de discussion.
- Les titres sont pré-formatés par le logiciel. Ils ne sont ni en capitales, ni en gras.
- Le texte ne doit pas être écrit en capitales (les noms de famille non plus), ni en gras, ni en italique, ni en « petit »…
- Le gras n'est utilisé que pour surligner le titre de l'article dans l'introduction, une seule fois.
- L'italique est rarement utilisé : mots en langue étrangère, titres d'œuvres, noms de bateaux, etc.
- Les citations ne sont pas en italique mais en corps de texte normal. Elles sont entourées par des guillemets français : « et ».
- Les listes à puces sont à éviter, des paragraphes rédigés étant largement préférés. Les tableaux sont à réserver à la présentation de données structurées (résultats, etc.).
- Les appels de note de bas de page (petits chiffres en exposant, introduits par l'outil «  Source ») sont à placer entre la fin de phrase et le point final[comme ça].
- Les liens internes (vers d'autres articles de Wikipédia) sont à choisir avec parcimonie. Créez des liens vers des articles approfondissant le sujet. Les termes génériques sans rapport avec le sujet sont à éviter, ainsi que les répétitions de liens vers un même terme.
- Les liens externes sont à placer uniquement dans une section « Liens externes », à la fin de l'article. Ces liens sont à choisir avec parcimonie suivant les règles définies. Si un lien sert de source à l'article, son insertion dans le texte est à faire par les notes de bas de page.
- La présentation des références doit suivre les conventions bibliographiques. Il est recommandé d'utiliser les modèles {{Ouvrage}}, {{Chapitre}}, {{Article}}, {{Lien web}} et/ou {{Bibliographie}}. Le mode d'édition visuel peut mettre en forme automatiquement les références.
- Insérer une infobox (cadre d'informations à droite) n'est pas obligatoire pour parachever la mise en page.

Pour une aide détaillée, merci de consulter Aide:Wikification.
Si vous pensez que ces points ont été résolus, vous pouvez retirer ce bandeau et améliorer la mise en forme d'un autre article.
Le cimetière militaire Calvaire Essex ou Calvaire (Essex) Farm Cemetery est un cimetière militaire britannique de soldats de la Première Guerre mondiale, situé dans le village belge de Ploegsteert, ( Comines-Warneton ). Le cimetière est situé à 1,7 km au sud-est du centre du village. Il a été conçu par George Goldsmith et a un plan en forme de L, largement bordé par un mur de briques. La Croix du Sacrifice est près de l'entrée.
218 Britanniques y sont enterrés.

## Histoire
Ce cimetière régimentaire a été établi à côté d'un bâtiment surnommé Essex House. Les 2nd Essex et 2nd Monmouthshire Regiments ont commencé à enterrer leurs morts ici en novembre 1914. Cela a été suivi par le 9th Royal Fusiliers et le 11th Middlesex Regiment, puis le 7th Suffolk et le 9th Essex Regiment, puis le 6th Buffs, le 1/7th et le 1/8th Worcestershire Regiment . Enfin, le cimetière est complété par le 11th Queen's Royal West Surrey et le 10th Royal West Kent Regiment en juillet 1916. Plus tard, 2 autres victimes ont été enterrées. Lors de l'offensive de printemps allemande au printemps 1918, la zone fut occupée par eux du 10 avril au 29 septembre.

## Tombes

### Personnel militaire distingué
- Gerald Charles Binsteed, major du régiment d'Essex a reçu la Croix militaire (MC).
- J. Beagin, caporal du Worcestershire Regiment, a reçu la Médaille de conduite distinguée (DCM).

### Personnel militaire mineur
- l'artilleur John Francis Saunders et les soldats Arthur William Day, John Seaman et H. Shaw avaient 16 ans lorsqu'ils ont été tués au combat.
- les soldats Stephen Alfred Barnes, A. Hill, Arthur Frederick Huckstep et Albert John Leat avaient 17 ans lorsqu'ils sont tombés au combat.